# 171424 Rudyfernández
171424 Rudyfernández è un asteroide troiano di Giove del campo greco. Scoperto nel 2007, presenta un'orbita caratterizzata da un semiasse maggiore pari a 5,1603895 au e da un'eccentricità di 0,0160749, inclinata di 16,52635° rispetto all'eclittica.
L'asteroide era stato inizialmente battezzato 171424 Rudyfernandez per poi essere corretto nella denominazione attuale.
L'asteroide è dedicato al cestista spagnolo Rudy Fernández.